# John Francis
 (mai 2021).
Si vous disposez d'ouvrages ou d'articles de référence ou si vous connaissez des sites web de qualité traitant du thème abordé ici, merci de compléter l'article en donnant les références utiles à sa vérifiabilité et en les liant à la section « Notes et références ».
Pour les articles homonymes, voir Francis.
John Francis (1924 - 20 mars 2012) est un professeur écossais, auteur en espéranto. Il a notamment écrit dans cette langue des romans, des nouvelles et de la poésie. Il est connu pour son fameux cycle poétique La Kosmo paru dans le recueil Kvaropo. Vitralo, son œuvre multiple, se compose de nouvelles contre la tyrannie, le moralisme et autres vanités comme la soif du pouvoir. Son roman La Granda Kaldrono est très original.